# آگاوه شاهی
آگاوه شاهی (نام علمی: Agave victoriae-reginae) نام یک گونه از سرده آگاوه است.
آگاوه شاهی گونه‌ای کاکتوس بسیار زیبا در خانواده مارچوبه و بومی مناطق خشک ارتفاعات پایین‌تر کوه‌های شرقی سیرامادره در ایالت کواویلا و همچنین جنوب نوئوو لئون در شمال شرق مکزیک است (دره عمیق و باریک سیراها و مناطق مجاور در جنوب سالتیلو).
زیستگاه این گیاه به‌طور عمده در خاک‌های آهکی است و در کویر و محیط‌های نیمه بیابانی و در اطراف دامنه‌های شیب دار و در نزدیکی صخره‌های و دره عمیق بیشتر یافت می‌شود.
این گیاه رشد خیلی کمی دارد اما محکم و زیباست. فرمهای منحصر به فرد برگ‌هایش می‌تواند تا ۴۵ سانتیمتر قطر داشته باشد، اما به ندرت بیشتر از ۲۲ سانتیمتر رشد می‌کند.
در صورتی که گیاه حدوداً ۲۰ تا ۳۰ سال سن داشته باشد در تابستان گل می‌دهد.
آگاوه شاهی دارای برگ‌های بسیار زیبا به طول ۱۵ تا۲۰ سانتی‌متر و عرض ۳ سانتی‌متر و به رنگ سبز با حاشیه‌های سفید بوده که با هم تشکیل یک رزت را می‌دهند. فقط یک تیغ قهوه‌ای رنگ در نوک برگ‌ها دارد. در اواسط تابستان گل این گیاه به صورت سنبله‌ای از میان گیاه بیرون آمده و بین ۲ تا ۴ متر قد می‌کشد و سپس در انتهایش گل‌های زرد رنگ زیادی ظاهر می‌شود. گل دهی این گیاه تقریباً تمام نیروی گیاه را گرفته به طوری که مدت کوتاهی پس از گل دهی گیاه از بین می‌رود.

## شرایط نگهداری
به خاکی که خوب زهکشی شود نیاز دارد و آفتاب کامل تا سایه سبک برایش مناسب است اما در ماه‌های گرم تابستان از آفتاب سوزان دور نگه داشته باشد. در زمستان باید خشک نگه داشته باشد و اگر خشک باشد سرمای زمستان را بهتر تحمل می‌کند این کار به گیاه جان و نیروی حیرت‌آوری می‌دهد. در بهار و تابستان خوب آبیاری کنید و اجازه دهید بین دو آبیاری به‌طور واضح خاک نمناک باشد. برای داشتن گیاهی شاداب تر با کودهای محلول در آب حاوی پتاسیم بالا و دو بار در سال در فصل بهار و تابستان کود داده شود.
سرخ‌پوستان از آن برای الیاف، غذا و ساختن نوشیدنی الکلی استفاده می‌کردند. از الیاف برای درست کردن لباس و طناب استفاده می‌شد اما بیشتر از این گیاه به عنوان خوراکی استفاده می‌شود، برگ‌های کاکتوس و خود گل‌هایش خوردنی هستند به صورت کبابی یا جوشاندن آفت این کاکتوس، ساس و حشره آردی است.

## طریقهٔ تکثیر
توسط بذر یا پاجوش‌های به ندرت درآمده در پای ریشه در فصل بهار، آن‌ها را در خاک نمناک و هوای مه یا نور آفتاب فیلتر شده نگهداری کنید تا بهتر بزرگ شوند.